# LivEVIL
livEVIL — восьмой сингл японской группы Nightmare, вышедший 7 декабря 2005 года.
Сингл был выпущен в двух версиях: издание А включает в себя CD с песнями — livEVIL и Маry, а также их караоке-версии. Издание В помимо CD имеет ещё и DVD с клипами на эти песни но не имеет караоке.
Песня вошла в третий студийный альбом под названием «Anima», а позже и в музыкальный сборник Historical ~The Highest Nightmare~ с немного другим звучанием гитар и вокала.

## Позиция в чартах
Песня заняла #29 строчку в чарте Oricon, заняв самую низкую строчку из всех трёх синглов из альбома — Anima

## Список композиций

### Издание («А»)
| №  | Название                   | Текст песни | Музыка | Длительность |
| -- | -------------------------- | ----------- | ------ | ------------ |
| 1. | «livEVIL»                  | Ёми         | Сакито | 4:03         |
| 2. | «Маry»                     | Рука        | Рука   | 4:52         |
| 3. | «livEVIL (караоке-версия)» |             |        | 4:03         |
| 4. | «Маry (караоке-версия)»    |             |        | 4:48         |

### DVD (из издания «В»)
- «livEVIL» (клип)[1]
- «Маry» (клип)[2]

## Клип и смысл песни
По сюжету группа исполняет песню на небольшой сцене с яркими небольшими прожекторами. Помимо этого, в параллельном сюжете показывают молодую девушку, которая следит за выступлением группы. По окончании песни у неё как бы вырастают синие ангельские крылья, с помощью которых она улетает вверх на глазах участников группы, оставив на земле лишь курточку и несколько синих перьев.
В песне же герой вспоминает время, когда он любил девушку, каким радостным и светлым казался ему мир, и как он стал изменятся после её потери. И хоть в песне не говорится о гибели девушки, герой не может вернуться к нормальной жизни, живя лишь воспоминаниями и иллюзиями, в которых он представляет как девушка куда-то улетает на крыльях, а ему приходится остаться на земле, глядя как его любовь растворяется среди многочисленных звёзд.